# Jordan Hendry
Jordan Hendry, född 23 februari 1984, är en kanadensisk ishockeyspelare som för närvarande spelar för AIK Hockey i SHL. Han har tidigare representerat Chicago Blackhawks i NHL.

## Karriär
Jordan Hendry blev aldrig draftat som hockeyspelare utan skrev på ett kontrakt som free agent med Blackhawks efter att han spelat ett par säsonger i AHL laget Norfolk Admirals. Säsongen 2007/2008 skulle han debutera i Blackhawks och han fick spela 40 matcher och gjorde 1 mål och 4 poäng. Även om poängproduktionen inte var stor så blev Blackhawks organisationen imponerande av Hendrys defensiva spel. Men han fick bara spela 9 matcher säsongen där på.
Men under säsongen 2009/2010 skulle Hendry få chansen igen i Blackhawks A-trupp. På 43 matcher noterades han för 2 mål och 8 poäng, han fick och spela 15 matcher i slutspelet och var med att vinna Stanley Cup 2010. Under säsongen 2010/2011 åkte Hendry på en tackling av Phoenix Coyotes forward Shane Doan, han missade stora delar av säsongen och spelade bara 37 matcher.
1. ↑  ”NHL.com spelar-ID”. https://www.nhl.com/player/8472370. Läst 4 maj 2022.